# Lin Huiyin
Lin Huiyin (en chino simplificado, 林徽因；10 de junio de 1904 - 1 de abril de 1955), antes conocida como Huiyin（en chino simplificado, 徽音）, fue una mujer de etnia Han, originaria de Minhou, Fujian (actual Fuzhou, Fujian), y nacida en Hangzhou, Zhejiang. Lin Huiyin fue profesora de la Universidad de Tsinghua, famosa arquitecta y escritora china, la primera mujer arquitecta de China y " mujer destacada de la historia cultural china moderna". 
En 1920, viajó a Europa con su padre, Lin Changmin. En 1923 ingresa en la Sociedad Luna Nueva. En 1924 estudió en Estados Unidos y se matriculó en la Escuela de Bellas Artes de la Universidad de Pensilvania, donde siguió un curso de arquitectura y se licenció en Bellas Artes. Más tarde, estudió en la Escuela de Arte Dramático de la Universidad de Yale (Estados Unidos). En 1928 se casó con Liang Sicheng en Vancouver (Canadá). En 1937, ella y Liang Sicheng anotaron el libro "Los registros de las regiones occidentales de la dinastía Tang" (cientos de edificios y topónimos de la dinastía Tang) de la colección de la Sociedad China de Construcción y descubrieron el templo budista de la montaña Wutai, un edificio de la dinastía Tang. Tras la fundación de la República Popular China, Lin Huiyin contribuyó al diseño del emblema nacional de la República Popular China, al diseño del Monumento a los Héroes del Pueblo y a la innovación de la artesanía cloisonné, y fue autor de Colección de poemas de Lin Huiyin y Colección de escritos de Lin Huiyin.

El 1 de abril de 1955, Lin Huiyin falleció a la edad de 50 años.

Fotos de Lin Huiyin
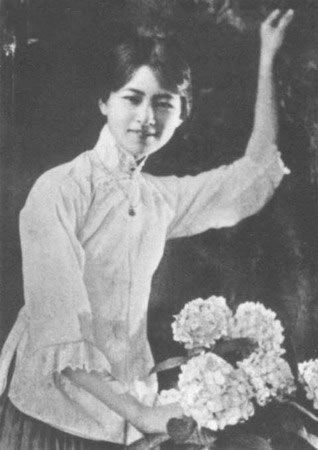
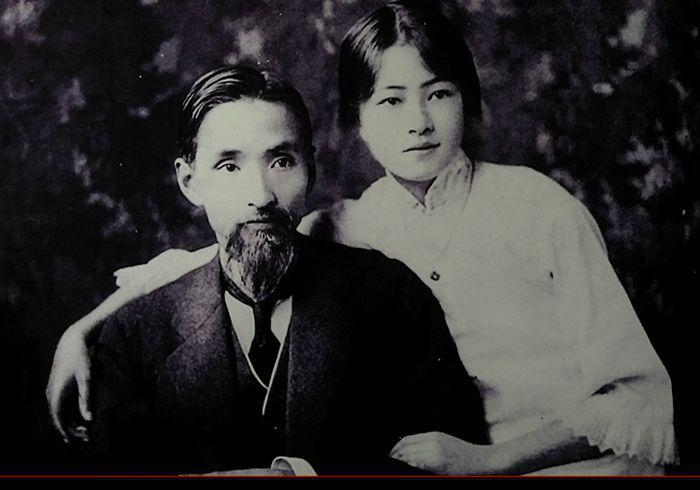
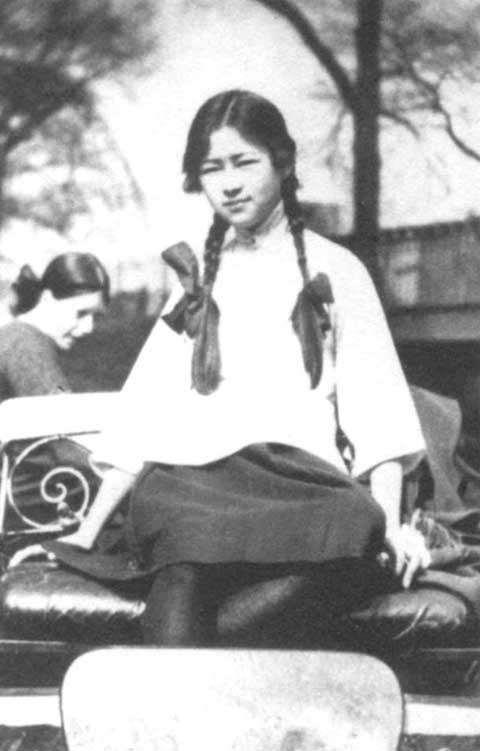
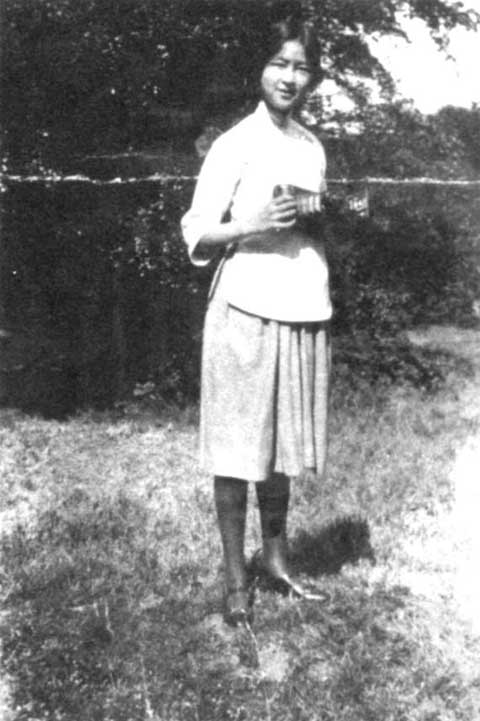
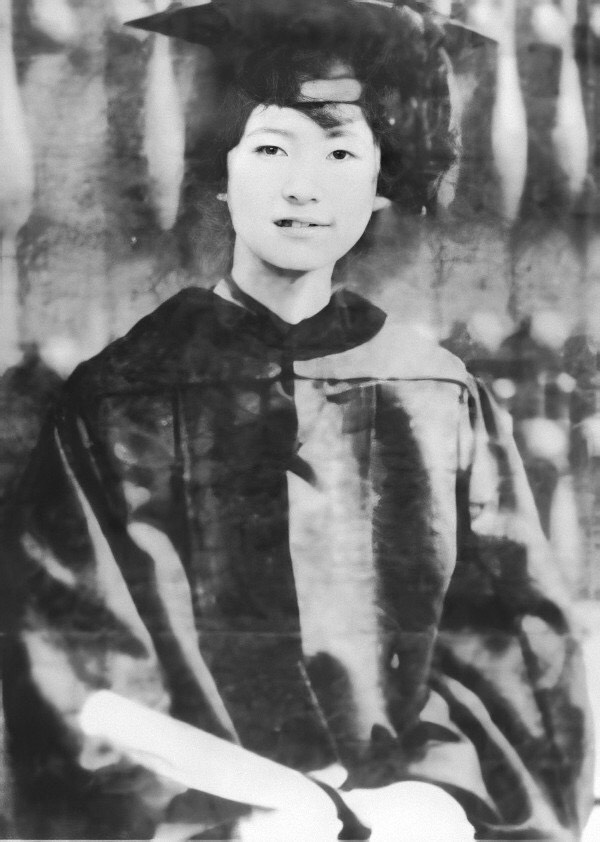
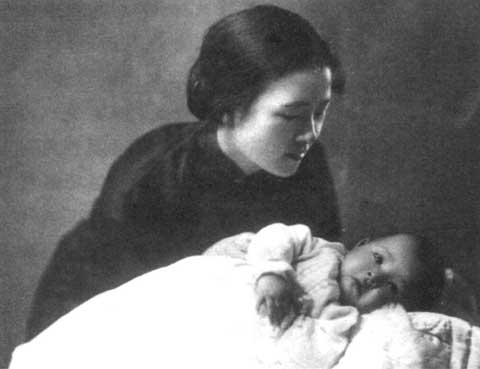
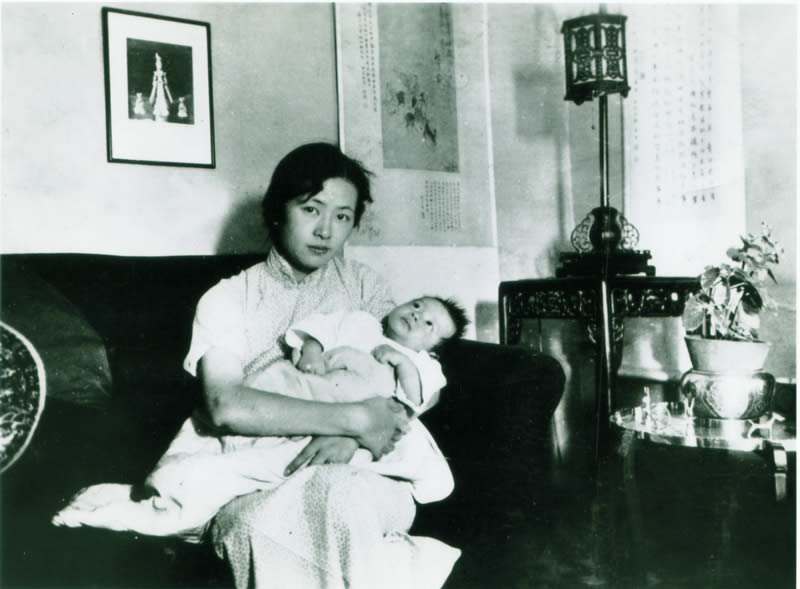
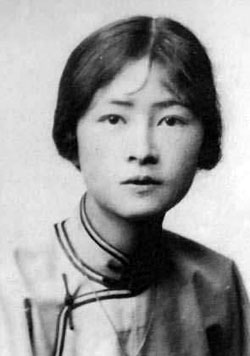
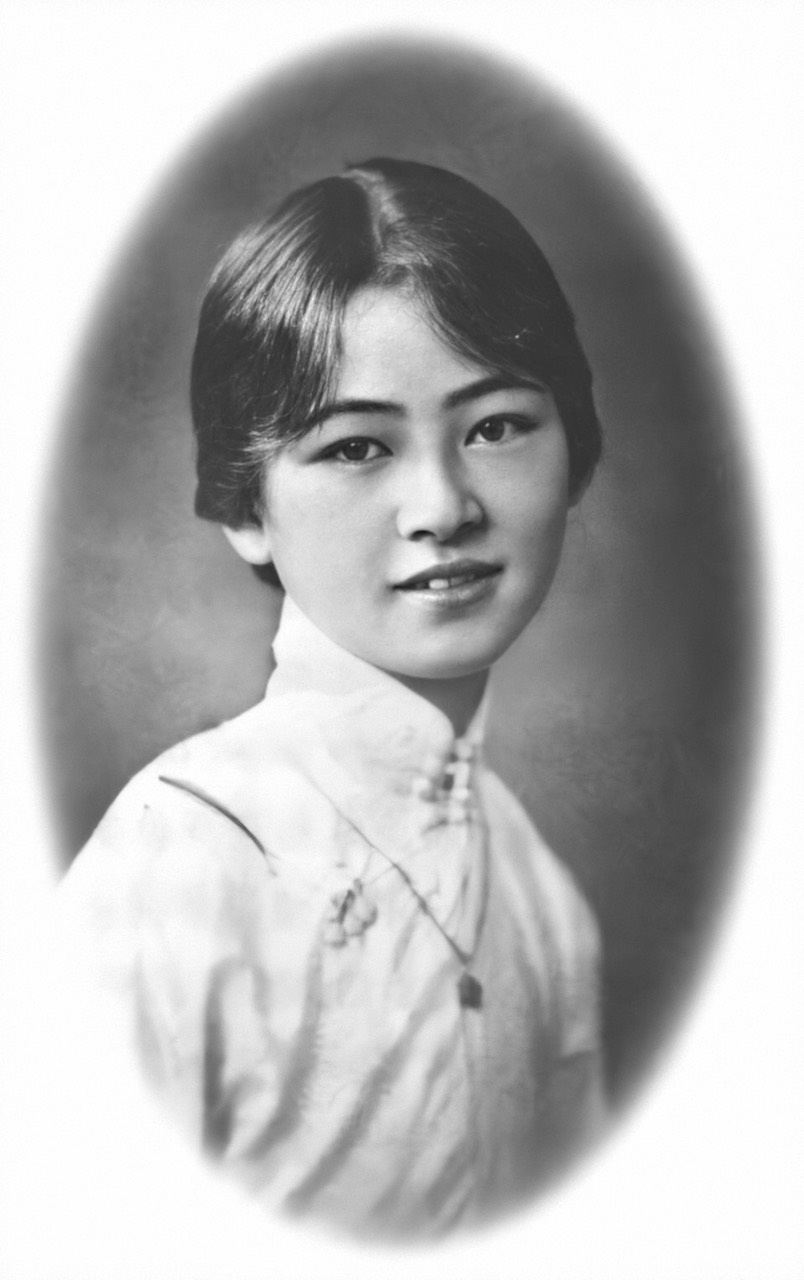
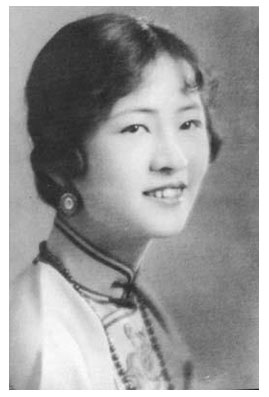
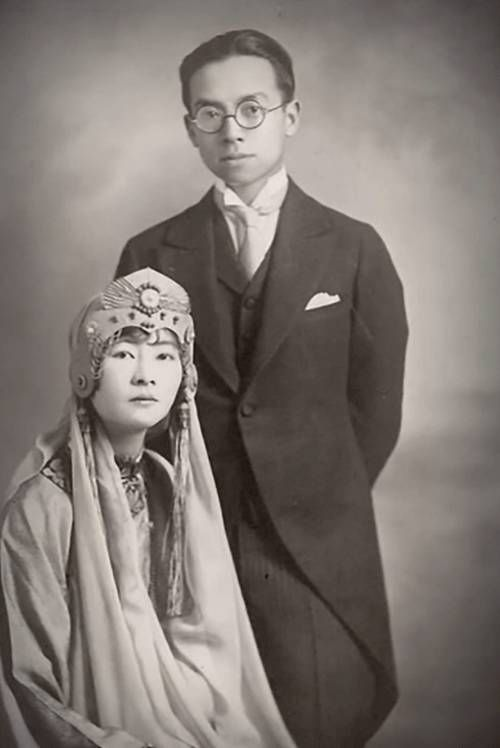

## Vida

#### Infancia y juventud
Lin Huiyin nació en Hangzhou, provincia de Zhejiang, el 10 de junio de 1904. Era la hija mayor de Lin Changmin, diplomático de la dinastía Qing, y a los cinco años estudió con su tía Lin Zemin; a los ocho se trasladó a Shanghai y se matriculó en la Escuela Primaria Patriótica Hongkou.
En 1914, Lin Huiyin llegó a Pekín con su abuelo y vivió con su padre en la antigua fábrica Wang Gong.
En 1916, asistió al instituto femenino Peihua de Pekín, dirigido por la Iglesia de Inglaterra.
En abril de 1920, viajó con su padre a Europa y, influida por el arquitecto de su casera en Londres, se propuso estudiar arquitectura. En esa época también conoció a Xu Zhimo, alumno de su padre, y se interesó por la nueva poesía.
En 1921 regresó a China con su padre y continuó sus estudios en el Instituto Femenino Pei Hua.
En 1923, Xu Zhimo, Hu Shi y otros fundaron la Sociedad Luna Nueva en Pekín, y Lin Huiyin participó a menudo en las actividades literarias y artísticas organizadas por la Sociedad.
En abril de 1924, cuando el poeta indio Rabindranath Tagore visitó China, Lin Huiyin le acompañó en una visita a Pekín con Xu Zhimo y Liang Sicheng. Tagore escribió un poema para Lin Huiyin: El azur del cielo, enamorado del turquesa de la tierra, la brisa entre ellos suspiró "¡Oi!".
En junio de 1924, Lin Huiyin y Liang Sicheng viajaron a Estados Unidos para estudiar arquitectura.
En septiembre de 1924 ingresaron juntos en la Escuela de Bellas Artes de la Universidad de Pensilvania, comenzando ambos un curso de tercer año. Liang Sicheng estaba matriculada en la Facultad de Arquitectura de la Universidad de Pensilvania, pero Lin Huiyin estaba matriculada en la Facultad de Bellas Artes, ya que el Departamento de Arquitectura no admitía mujeres, y se llamaba Lin Phyllis Whei-Yin. No obstante, siguió los cursos principales del Departamento de Arquitectura y cumplió su ambición.
En el verano de 1927, tras graduarse en la Academia de Bellas Artes, estudió escenografía en la Escuela de Arte Dramático de Yale durante seis meses.
En el decimoséptimo año de la República de China (1928), Lin Huiyin aceptó la propuesta de matrimonio de Liang Sicheng y viajaron juntos a Europa después de la boda para estudiar arquitectura europea.
En agosto de 1928, la pareja regresó junta a China y trabajaron juntos en el Departamento de Arquitectura de la Universidad Northeastern China. Antes de su nombramiento, Lin Huiyin regresó a Fuzhou para visitar a su familia y fue invitada por la Escuela Normal de Fuzhou y el Instituto Ying Hua a dar conferencias sobre "Arquitectura y literatura" y "El arte de la arquitectura de jardines". También diseñó el Teatro Literario de la Calle Este de Fuzhou para su tío Lin Tianmin. Al año siguiente, impartió clases en la Northeastern University sobre Historia de la Talla y la Decoración e Inglés Profesional.
En octubre de 1931, Lin Huiyin publicó por primera vez sus poemas con el nombre de "Lin Huiyin" en la Revista de Poesía nº 3, y a partir de entonces, Lin Huiyin se convirtió en "Lin Huiyin".

#### Carreras arquitectónicas y literarias
Durante los 15 años que van de 1930 a 1945, Lin Huiyin y Liang Sicheng investigaron 2.738 edificios antiguos en 190 condados, muchos de los cuales obtuvieron reconocimiento nacional e internacional gracias a sus visitas y han sido protegidos desde entonces. Algunos ejemplos son el Puente de Zhaozhou, en Hebei, la Pagoda Sakyamuni del templo Fogong, en Shanxi, y el Foguang Temple, en la montaña de Wutai.
En 1931, Lin Huiyin fue contratado por el Instituto de Construcción de China en Beiping. Al año siguiente, diseñó la Sala de Geología y la residencia de estudiantes Grey House para la Universidad de Beiping（Universidad de Peking）. En los años siguientes, publicó, sola o en colaboración con Liang Sicheng, ensayos e informes de investigación sobre arquitectura, como "Sobre varias características de la arquitectura china", "Miscelánea de arquitectura en los suburbios de Ping" y "Estudio de arquitectura antigua en Jinfen".
En el verano de 1937, descubrió una de las estructuras de madera más antiguas de China, el Gran Salón del Foguang Temple, construido en la dinastía Tang, en la zona montañosa de Wutai, en Shanxi.
Tras el incidente del puente Lugou, Lin Huiyin y Liang Sicheng se trasladaron con la Sociedad de Construcción primero a Changsha y luego a Kunming en enero de 1938. Uno de los primeros estudios realizados por la pareja fue un estudio de los edificios antiguos de Kunming.
De octubre a noviembre de 1938, Lin Huiyin y Liang Sicheng investigaron unos 50 edificios antiguos importantes de Kunming, entre ellos el templo Yuantong, la sala Jianshui, la pagoda del templo Este, la pagoda del templo Oeste, la gran sala de Zhenqingguan y la sala Dorada.
En 1940, se trasladó con el lugar de trabajo de Liang Sicheng, el Instituto Central de Investigación, a Li Zhuang, cerca de Yibin (Sichuan), donde vivió en una granja baja y destartalada.
El desplazamiento y las difíciles condiciones materiales le provocaron una recaída de la enfermedad pulmonar. En varios de sus poemas de este periodo, la confusión, el abatimiento, la desolación y la melancolía han sustituido al tono tranquilo, etéreo, claro y efervescente de la preguerra. Los poemas revelan a menudo una preocupación por el futuro y el destino de la patria.
Tras la victoria de la guerra, la familia de Lin Huiyin regresó a Beiping（ahora，Beijing） en agosto de 1946. Poco después, diseñó residencias de profesores para la Universidad de Tsinghua y aceptó encargos de diseño fuera de la universidad.
En mayo de 1948 publicó nueve de sus "Miscellaneous Poems in Sickness" en la revista Literary Magazine.
A principios de 1949, redactó el Catálogo Nacional de Reliquias Culturales y Edificios Antiguos. Este libro evolucionó más tarde hasta convertirse en el Catálogo Nacional para la Protección de Reliquias Culturales.
En 1951, a la edad de 47 años, Lin Huiyin intentó salvar la artesanía tradicional del cloisonné, que estaba a punto de desaparecer.

#### Últimos años
El derribo masivo de edificios antiguos comenzó a extenderse por la ciudad en mayo de 1953, cuando se empezó a plantear en Pekín la demolición de pagodas. Para evitar que la única calle pailou que quedaba intacta en la antigua capital de las cuatro dinastías fuera destruida por consideraciones políticas, el marido de Lin Huiyin, Liang Sicheng, mantuvo una acalorada discusión con Wu Han, entonces alcalde de Pekín. Posteriormente, el estado de Lin Huiyin empeoró bruscamente y acabó negándose a tomar medicación para salvar su vida.
En octubre de 1953, Lin Huiyin fue elegida consejera de la Architectural Society; también fue consejera editorial del Journal of Architecture. Fue invitada a participar en el Segundo Congreso Literario Nacional.
En junio de 1954 fue elegida diputada del Congreso Nacional del Pueblo de Pekín.
Lin Huiyin falleció en el Hospital Tongren a la edad de 50 años, a las 18.20 horas del 1 de abril de 1955.

## Obra de Lin Huiyin
- Colección de escritos de Lin Huiyin[13] (ISBN: 9787509006276).  Este libro contiene una selección de la mayoría de las obras de Lin Huiyin, que refleja básicamente la orientación ideológica y artística del autor.
- Jiu shi jiu du zhong[14] (ISBN:9787539933078). Este libro contiene principalmente ficción que ilustra la vida urbana en la China de los años treinta, así como algunos ensayos.
- Una noche de verano en la montaña[15] (ISBN: 9789620419188).  Este libro contiene toda la poesía del autora, más de una docena de ensayos, incluidas cartas, y la más literaria "Miscelánea de arquitectura en los suburbios de Ping".
- Quien ama el cambio incesante[16] (ISBN: 9787503943645). Este libro recoge el mayor número posible de poemas de la Sra. Lin, aunque no esté completo al 100%, pero abarca su poesía clásica desde sus días de estudiante hasta su madurez.
- Eres un día de abril en la tierra[17] (ISBN: 9787505950740). Una colección de poemas escritos por Lin Huiyin a su hijo Liang Congjing.

## Relación con otras personalidades

### ConXu Zhimo[18]
En 1921, con 16 años, Lin Huiyin viajó por Europa y, durante su estancia en Inglaterra, conoció a Xu Zhimo, que entonces estudiaba en Inglaterra. Por aquel entonces, Xu Zhimo ya era padre de un niño de dos años. Lin Huiyin se sintió atraída por Xu Zhimo. Xu Zhimo también se sentía atraído por Lin Huiyin y hablaba muy bien de ella, escribiéndole muchos poemas de amor. Ambos se escribían también por carta. En su posterior Prefacio a The Fierce Tiger Collection (1931，ISBN: 9787530643549), se menciona que no tuvo "nada que ver con la poesía" hasta los veinticuatro años, cuando su encuentro con Lin Huiyin le inspiró para escribir nuevos poemas. En marzo del mismo año, solicitó el divorcio de su esposa Zhang Youyi.
Durante la visita de Tagore a China en 1924, Xu y Lin trabajaron juntos como traductores, y luego Xu acompañó a Tagore a Japón, mientras Lin y Liang iban a la Universidad de Pensilvania, y fue cuatro años más tarde cuando Xu y Lin volvieron a encontrarse. Mientras tanto, Xu Zhimo se había casado con Lu Xiaoman y Lin Huiyin con Liang Sicheng, que murió en un accidente aéreo el 19 de noviembre de 1931 cuando se disponía a asistir a una conferencia de Lin Huiyin.
Lin Huiyin nunca respondió calurosamente a los ardientes avances de Xu Zhimo, pero aun así mantuvo una extraordinaria amistad con él y, en particular, el profundo dolor que expresó tras la muerte de Xu, escribiendo dos homenajes. Si Lin Huiyin estuvo alguna vez enamorada de Xu Zhimo es una cuestión que suscita opiniones contradictorias entre los estudiosos y sigue sin ser concluyente.

### ConJin Yuelin[20]
Cuando Lin Huiyin vivía en un patio de Beizhubu Hutong, en la parte oriental de Pekín, Jin Yuelin vivía en el patio trasero de la casa de Lin Huiyin; después de que Lin Huiyin se mudara al nº 8 de Xinlin Yard, Jin Yuelin vivía en el nº 9 de Xinlin Yard, al otro lado de la calle; después de mudarse a Shengin Yard, seguían viviendo uno al lado del otro. Cuando llegaba, se sentaba en el sofá, sacudía la cabeza y miraba a lo lejos, jugueteaba con sus gafas de sol, bebía té y leía libros, y Lin Huiyin no siempre salía a su encuentro. A veces salía con un libro extranjero en la mano y leía a Lin Huiyin.
Lin Huiyin y Liang Sicheng celebraban reuniones de salón casi semanales en su casa, y Jin Yuelin era siempre una invitada habitual en el salón de Liang. Compartían el mismo bagaje cultural, tenían intereses similares y una profunda amistad, y llevaban mucho tiempo viviendo uno al lado del otro. Incluso cuando Liang Sicheng y Lin Huiyin se pelearon, acudieron a Jin Yuelin para que arbitrara.
A finales de los años 50, cuando Lin Huiyin ya había muerto, escribió para ella un famoso poema poético: "Mil cascadas poéticas, un día de abril en la tierra".

### ConXiao Qian[22]
En noviembre de 1933, Xiao Qian publicó su relato "El gusano de seda" en Ta Kung Pao, que atrajo la atención de Lin Huiyin. Invitó a Xiao Qian a su casa a través de Shen Congwen, redactor jefe del suplemento de Ta Kung Pao. Gracias a la escritura, Xiao Qian y Lin Huiyin se fueron conociendo poco a poco y se convirtieron en invitados habituales.
Desde julio de 1935, Xiao Qian fue editor del suplemento literario de Ta Kung Pao. Durante este tiempo, Lin Huiyin fue siempre su "animadora". Cada mes, Xiao Qian venía a Beiping y celebraba una fiesta del té en Laijin Yuxuan. En 1936, Xiao Qian se trasladó a Shanghai y editó los suplementos literarios y artísticos de Dagong tanto en Shanghai como en Tianjin. Para animar las páginas, siguió creando varias "columnas". En el verano de 1938, Xiao Qian se fue a Hong Kong para seguir editando los suplementos literarios de Dagong, pero Lin Huiyin, que permaneció en el continente, le siguió dando orientación y apoyo.
En septiembre de 1953 se celebró en Pekín el Segundo Congreso Literario Nacional. En la sede de la conferencia, Lin Huiyin saludó a Xiao Qian desde la distancia. Xiao Qian se sentó a su lado, le dio la mano y dijo: "Señorita". Lin Huiyin dijo: "Oh, todavía eres una dama, qué vieja te has vuelto". Xiao Qian dijo: "Si el espíritu no envejece, nunca envejecerá". Luego hablaron de palabras y obras. Fue la última vez que se vieron.
En abril de 1955, Lin Huiyin murió tras una larga enfermedad. En diciembre de 1998, Xiao Qian enfermó gravemente y fue hospitalizada en Pekín. Xiao Qian fue invitada a escribir el prólogo de la colección de escritos de Lin Huiyin, publicada por Baihua Literary Press. Él lo dictaba y otros lo recopilaban. Xiao Qian lo revisó detenidamente, hizo algunos cambios y, finalmente, firmó con pulcritud al final del artículo. El prefacio se convirtió en la última obra de Xiao Qian en el mundo literario.